# الکس دی وال
الکساندر ویلیام لوندز دی وال (Alexander William Lowndes de Waal)(متولد ۲۲ فوریه ۱۹۶۳)، محقق بریتانیایی در زمینه سیاست نخبگان آفریقا، مدیر عامل بنیاد صلح جهانی در دانشکده حقوق و دیپلماسی فلچر در دانشگاه تافتس است.  پیش از این، او یکی از اعضای ابتکار بشردوستانه هاروارد در دانشگاه هاروارد ، و همچنین مدیر برنامه در شورای تحقیقات علوم اجتماعی در مورد ایدز در شهر نیویورک بود. 

## فعالیت های حقوق بشری
الکس دی وال بین سالهای ۱۹۹۳ و ۱۹۹۸ رئیس گروه مشاوره معادن بود  در سال ۱۹۹۷، گروه مشاوره معادن به عنوان یکی از اعضای مؤسس کمپین بین المللی برای ممنوعیت مین های زمینی، جایزه صلح نوبل را دریافت کرد. 
دی وال دو سازمان حقوق بشر به نام های حقوق آفریقا (۱۹۹۳) و عدالت آفریقا (۱۹۹۹) را تأسیس کرد که به ترتیب بر مستندسازی نقض حقوق بشر و توسعه سیاست هایی برای پاسخ به بحران های حقوق بشر، به ویژه در رواندا، سومالی و سودان تمرکز داشتند. کتاب او با عنوان جنایات قحطی: سیاست و صنعت امداد در بلایای طبیعی در سال ۱۹۹۷ منتشر شد. فارن افرز این کتاب را به عنوان «نقد قدرتمندی از آژانس های بین المللی بشردوستانه که بر امداد قحطی در آفریقا مسلط هستند» توصیف کرد. حقوق آفریقایی که عمدتاً به وضعیت رواندا می پرداخت، بعداً مورد انتقاد قرار گرفت. لوک ریدامز در سال ۲۰۱۶ استدلال کرد که «حقوق آفریقا ابزاری برای ساخت و انتشار یک روایت یک جانبه مؤثر  از نسل‌کشی رواندا بود». 
در ۲۳ ژانویه ۲۰۲۴ الکس ظاهر داشت که اسرائیل با اعمال گرسنگی در باریکه غزه در حال ارتکاب جرم جنگی است. مجموع یک جمعیت را تا بدین پایه کاستن واقعا بی سابقه است. ما شبیه آن را نه در اتیوپی، نه در سودان و نه در یمن و نه تقریبا در هیچ جای دنیا ندیده ایم. او ابراز کرد که این بدترین قحطی ساخته دست بشر در ۷۵ سال اخیر است.

## آثار

### کتاب ها
- گرسنگی که می کشد
- جنگ در سودان
- روزهای شیطانی
- مواجهه با نسل کشی
- جنایت گرسنگی
- چه کسی می جنگد؟ چه کسی اهمیت می دهد؟ جنگ و کنش انسانی در آفریقا
- غیر نظامی کردن ذهن،
- آفریقای جوان
- وقتی صلح بیاید
- اسلامی گرایی و دشمنان آن در شاخ آفریقا
- دارفور: سرگذشتی کوتاه از جنگی طولانی
- ایدز و قدرت
- جنگ در دارفور و جستجوی صلح
- سیاست واقعی شاخ افریقا
- پاندمی جدید و سیاست قدیمی